# Pseudodaphnella ramsayi
Pseudodaphnella ramsayi is een slakkensoort uit de familie van de Raphitomidae. De wetenschappelijke naam van de soort is voor het eerst geldig gepubliceerd in 1876 door Brazier.